# Амир Хаџиахметовић
Амир Хаџиахметовић (Нексе, 8. март 1997) је босанскохерцеговачки фудбалер који тренутно наступа за Бешикташ. Игра на позицији везног играча.

## Успеси
Конијаспор
- Куп Турске (1) : 2016/17.[8]
- Суперкуп Турске (1) : 2017.[9]

Бешикташ
- Куп Турске (1) : 2023/24.
- Суперкуп Турске (1) : 2024.